# Andryala glandulosa
Andryala glandulosa es una planta herbácea de la familia Asteraceae, originaria de las Islas Canarias.

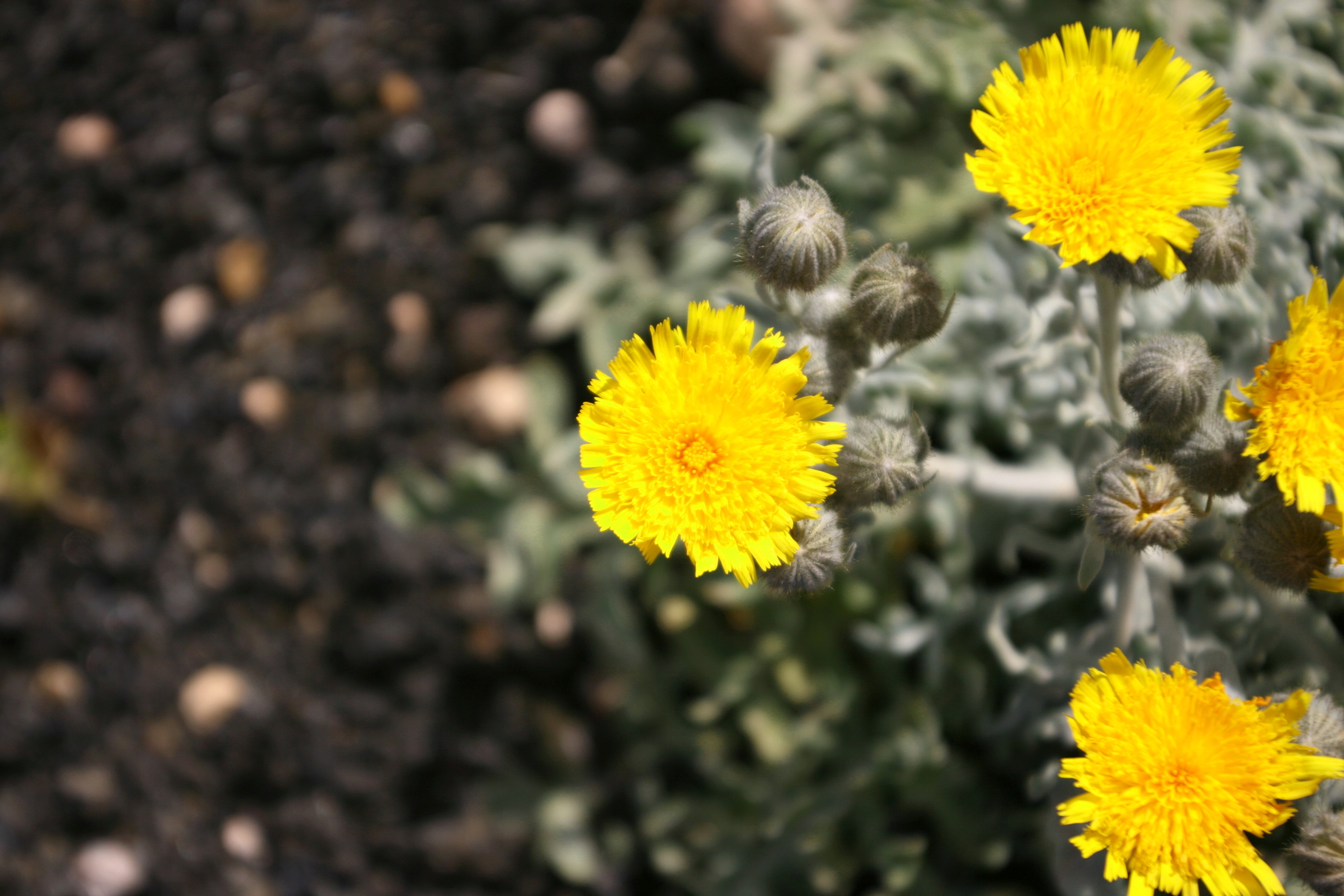
Detalle de las flores

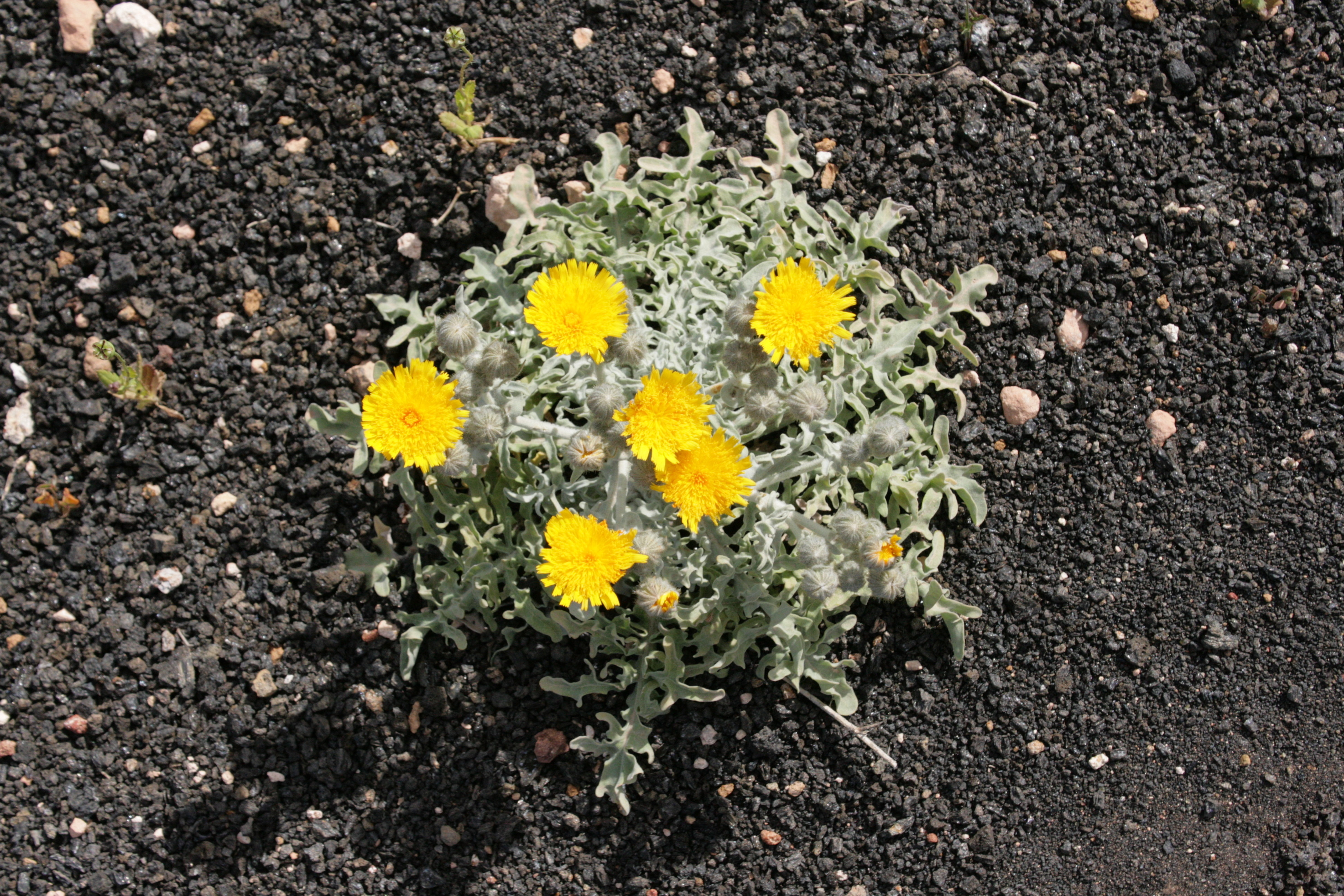
En su hábitat

## Descripción
A.glandulosa es una planta de las islas orientales, donde se encuentran dos subespecies. ssp.glandulosa, en la isla de Lanzarote, aunque también se encuentra en el archipiélago de Madeira, y ssp.varia (Lowe ex DC.) R.Fern., que es un endemismo de ambos archipiélagos. Se diferencia de otras especies del género por sus hojas, cuyos bordes son ondulado-crispados y los largos pedúnculos de los capítulos florales.

## Taxonomía
Andryala arenaria fue descrita por Jean-Baptiste Lamarck y publicado en  Encycl. (Lamarck) 1(1): 154 (1783)
Etimología
Andryala: nombre genérico con derivación dudosa. Quizás procede del griego aner, andros que significa "macho" e hyalos, que significa "cristal".
glandulosa: epíteto latino que hace referencia a que la planta está provista de pelos glandulosos.
Sinonimia
- Andryala glandulosa Lam. subsp. glandulosa
- Andryala glandulosa subsp. cheiranthifolia (L'Hér.) Greuter (2003)[2]
- Andryala robusta Lowe

subsp. cheiranthifolia (L'Hér.) Greuter
- Andryala candidissima Desf.
- Andryala cheiranthifolia L'Hér.
- Andryala denudata Sol. ex Lowe
- Andryala glandulosa subsp. varia (Lowe ex DC.) R.Fern.
- Andryala tomentosa Scop.
- Andryala varia Lowe ex DC.
- Andryala varia subsp. congesta Lowe
- Andryala varia f. coronopifolia Lowe
- Andryala varia f. integrifolia Lowe
- Andryala varia f. latifolia Lowe
- Andryala varia f. roncinata Lowe
- Andryala varia subsp. sparsiflora Lowe
- Andryala varia subsp. sparsiflora Menezes[3]